# Видово
Видово је насељено место града Новог Пазара у Рашком округу. Према попису из 2022. било је 69 становника.

## Географија
Село је брдско-планинско, са доста храстових и букових шума. Прилази Видову из правца села Војниће и Побрђе су асфалтни, али у самом селу путеви су макадамски. Последње санације путева вршене су у зиму 2012. године. На овом простору повољни су услови за живот разноврсне дивљачи на вишим шумовитим површинама где шуме, поред склоништа, пружају и обиље хране. Захваљујући тим природним погодностима развила се планинско шумска фауна са разноврсном дивљачи. На овим просторима могу се наћи дивље свиње којима одговарају дубодолине, јаруге и долине са густом травом и шумом. Ловцима је познато велико присуство зечева, а не би их изненадио и сусрет са лисицама па и вуковима на падинама Чукара, Боровика и Бошковика. У овим шумама има доста дивљих плодова тако да овде налазе пребивалиште и велики број куна, веверица и јазаваца. Велико богатство представља и птичија фауна, тако да овај простор надлећу, поред жуња, сојки, детлића, голубова главаша, јаребица и птице грабљивице као што су орлови и јастребови.

## Историја
Село Видово се налази у близини манастира Ђурђеви Ступови и током 17. и 18. века било је манастирски метох (посед) Ђурђевих Ступова. Становници Видова, као и становници села Косурића, Мишчића, Војнића, Врболаза и других села у долини Дежевске реке, били су обавезни да косе манастирске ливаде, ору њиве и жању жита по три дана у току године и да од својих прихода дају један део манастиру. Исте обавезе су имала и села у близини манастира Сопоћана, Студенице, Жиче и Бањске.
Током Другог светског рата Видово је у новембру 1941. године, заједно са другим српским селима Дежевске долине, нападнуто и спаљено од стране албанско-муслиманских одреда из Новог Пазара под командом балисте Бика Дрешевића. Становништво је избегло на саме врхове планине Голије, под младе густе оморике. У децембру, када је почео да пада снег и стеже мраз, људи су се спустили у непопаљена подголијска села.
За освету због паљења српских села, јаворски четници су спалили муслиманска села Јасеновик, Рајчиновиће, Горњу и Доњу Пожегу, и извели три напада на Нови Пазар, који су бранили Муслимани и Албанци под командом Аћиф-ефендије.

## Демографија
| Година       | 1948 | 1953 | 1961 | 1971 | 1981 | 1991 | 2002 | 2011 |
| ------------ | ---- | ---- | ---- | ---- | ---- | ---- | ---- | ---- |
| Становништво | 150  | 153  | 170  | 156  | 140  | 108  | 90   | 91   |

| Етнички састав према попису из 2002.‍ | Етнички састав према попису из 2002.‍ | Етнички састав према попису из 2002.‍ | Етнички састав према попису из 2002.‍ | Етнички састав према попису из 2002.‍ |
| ------------------------------------ | ------------------------------------ | ------------------------------------ | ------------------------------------ | ------------------------------------ |
|                                      |                                      |                                      |                                      |                                      |
| Срби                                 | Срби                                 |                                      | 89                                   | 98,88%                               |
| непознато                            | непознато                            |                                      | 1                                    | 1,11%                                |

| Година пописа     | 1948. | 1953. | 1961. | 1971. | 1981. | 1991. | 2002. |
| ----------------- | ----- | ----- | ----- | ----- | ----- | ----- | ----- |
| Број домаћинстава | 23    | 23    | 27    | 28    | 31    | 30    | 28    |

| Број чланова      | 1 | 2 | 3 | 4 | 5 | 6 | 7 | 8 | 9 | 10 и више | Просек |
| ----------------- | - | - | - | - | - | - | - | - | - | --------- | ------ |
| Број домаћинстава | 5 | 8 | 4 | 2 | 6 | 2 | 1 | 0 | 0 | 0         | 3,21   |

| Пол    | Укупно | Неожењен/Неудата | Ожењен/Удата | Удовац/Удовица | Разведен/Разведена | Непознато |
| ------ | ------ | ---------------- | ------------ | -------------- | ------------------ | --------- |
| Мушки  | 38     | 10               | 25           | 2              | 0                  | 1         |
| Женски | 35     | 0                | 25           | 9              | 1                  | 0         |
| УКУПНО | 73     | 10               | 50           | 11             | 1                  | 1         |

| Пол    | Укупно                    | Пољопривреда, лов и шумарство | Рибарство                            | Вађење руде и камена | Прерађивачка индустрија       |
| ------ | ------------------------- | ----------------------------- | ------------------------------------ | -------------------- | ----------------------------- |
| Мушки  | 23                        | 14                            | 0                                    | 0                    | 1                             |
| Женски | 13                        | 12                            | 0                                    | 0                    | 1                             |
| УКУПНО | 36                        | 26                            | 0                                    | 0                    | 2                             |
| Пол    | Производња и снабдевање   | Грађевинарство                | Трговина                             | Хотели и ресторани   | Саобраћај, складиштење и везе |
| Мушки  | 0                         | 0                             | 3                                    | 0                    | 0                             |
| Женски | 0                         | 0                             | 0                                    | 0                    | 0                             |
| УКУПНО | 0                         | 0                             | 3                                    | 0                    | 0                             |
| Пол    | Финансијско посредовање   | Некретнине                    | Државна управа и одбрана             | Образовање           | Здравствени и социјални рад   |
| Мушки  | 0                         | 0                             | 5                                    | 0                    | 0                             |
| Женски | 0                         | 0                             | 0                                    | 0                    | 0                             |
| УКУПНО | 0                         | 0                             | 5                                    | 0                    | 0                             |
| Пол    | Остале услужне активности | Приватна домаћинства          | Екстериторијалне организације и тела | Непознато            | Непознато                     |
| Мушки  | 0                         | 0                             | 0                                    | 0                    | 0                             |
| Женски | 0                         | 0                             | 0                                    | 0                    | 0                             |
| УКУПНО | 0                         | 0                             | 0                                    | 0                    | 0                             |